# Suve Jaan
Suve Jaan (eigentlich Johann Friedrich Sommer; * 12. Dezemberjul. / 23. Dezember 1777greg. in Reval; † 6. Januarjul. / 18. Januar 1851greg.  in Pärnu) war ein estnischer Schriftsteller.

## Leben und Werk
Johann Friedrich Sommer besuchte deutsch- und russischsprachige Schulen. Anschließend heuerte er auf dem russischen Kriegsschiff Saratow an. Auf dem Hof Saksi lernte er zunächst das Amt des Gutsverwalters. Er war dann aber von 1808 bis 1837 als Russisch-Lehrer in Rakvere, Viljandi und Pärnu tätig.
Erst als Pensionär wurde er unter der estnischen Übersetzung seines Namens, Suve Jaan, Schriftsteller. 1839/40 schickte er erstmals Gedichte und Erzählungen in estnischer Sprache an die Gelehrte Estnische Gesellschaft (Õpetatud Eesti Selts).
Suve Jaan hatte gute Kenntnisse in russischer Literatur und deren Sujets, die in seinen beiden historischen Erzählungen sichtbar werden: Wenne Südda ja Wenne Hing. Suwwe Jaani mällestamissed surest Wenne ja Prantsuse sõast (1841) behandelt den Kampf gegen Napoleon im Vaterländischer Krieg. Die Novelle Luige Laus. Suwwe Jaani sõbradele (postum, 1852) handelt von einer russisch-schwedischen Seeschlacht in der Tallinner Bucht vom Mai 1790. Der estnische Soldat Luige Laus wird darin zum ersten Helden der estnischen Literatur stilisiert, der freilich Russland- und zarentreu ist. Dennoch zählt nicht die Herkunft des Einzelnen, sondern seine Taten und sein Herz.
An der Lyriksammlung Lillekessed, die einen repräsentativen Querschnitt der damaligen Gedichte und Lieder in estnischer Sprache bot, war Suve Jaan beteiligt.